# Kapelle (Otze)

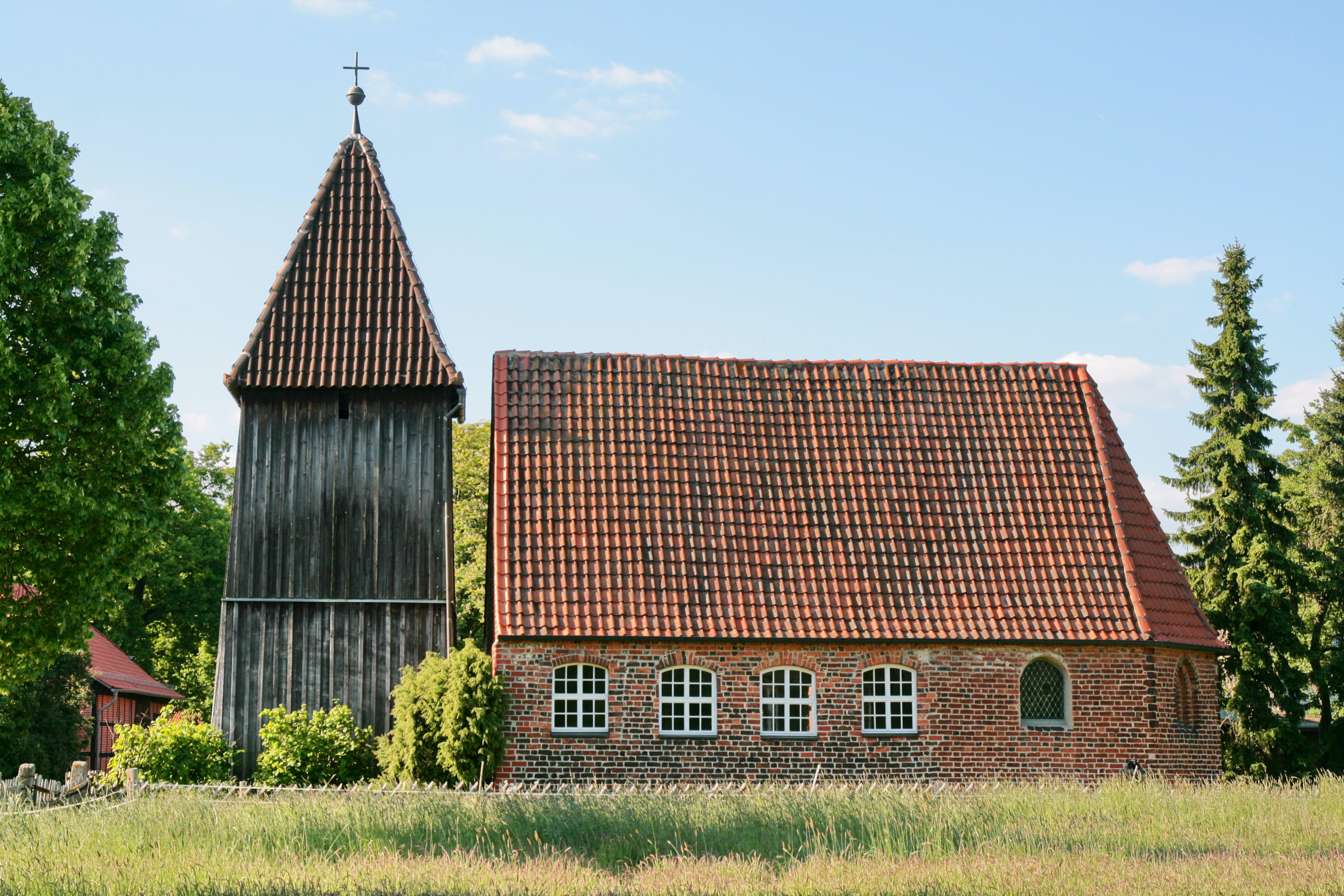
Kapelle Otze

Die evangelisch-lutherische Kapelle steht in Otze, einem Stadtteil von Burgdorf in der Region Hannover in Niedersachsen. Die Kapelle gehört zur Martin-Luther-Kirchengemeinde im Kirchenkreis Burgdorf im Sprengel Hannover der Evangelisch-lutherischen Landeskirche Hannovers.

## Beschreibung
Der älteste Teil der Kapelle ist der Chor mit spitzbogigen Fenstern und einem dreiseitigen Abschluss, der aus der Mitte des 13. Jahrhunderts stammt. Etwa 1405 ließ die Gemeinde den noch heute neben der Kapelle stehenden hölzernen, mit einem Pyramidendach bedeckten Glockenturm errichten, in dem heute eine Kirchenglocke von 1461 hängt, die Ghert Klinghe, und eine von 1763, die Johann Meyer gegossen hat. Das Gebäude wurde um 1460 nach Westen um das Kirchenschiff erweitert, das auf jeder Längsseite vier segmentbogige Fenster hat. Das Satteldach ist über dem Chor abgewalmt. Das Portal befindet sich in der Nordwand. 
Der Innenraum ist mit einer bemalten Flachdecke aus zweischichtig angeordneten Bretterlagen überspannt. An den Wänden sind mehrere gotische Weihekreuze. Zur Kirchenausstattung gehört ein kleiner Flügelaltar aus der zweiten Hälfte des 15. Jahrhunderts mit einer geschnitzten Marienkrönung im Schrein, die von einem Baldachin aus Maßwerk eingefasst ist. Die Seitenflügel sind leer. Die schlichte Kanzel stammt aus dem 17. Jahrhundert. Ein elektronisches Positiv der Firma Ahlborn-Orgel wurde 1996 angeschafft.